# کوه ابائو
کوه ابائو (به لاتین: Mount Abao) یک کوه در فیلیپین است که در منطقه اداری کوردیلرا واقع شده‌است. کوه ابائو ۲٬۶۶۱ متر بالاتر از سطح دریا واقع شده‌است.